# Rupert (Bamberg)
Rupert († 11. Juni 1102) war von 1075 bis 1102 Bischof von Bamberg.

## Leben
Im Investiturstreit zwischen Papst Gregor VII. und König Heinrich IV. gehörte Rupert auf der Reichsversammlung, die im Januar 1076 in Worms stattfand, zu den Bischöfen, die Gregor VII. den Gehorsam aufkündigten. An der folgenden Reichsversammlung im Mai 1076, ebenfalls in Worms, die das Ziel hatte, den Papst abzusetzen, war er als einer der wenigen Bischöfe, die dort erschienen, ebenfalls beteiligt. Rupert wurde wegen seiner Unterschrift unter die Erklärung vom Januar 1076 mit dem Kirchenbann belegt, später aber losgesprochen und wieder eingesetzt.
1081 brannte der Bamberger Dom vollständig aus.
Nachdem Juden in Bamberg zur Taufe und damit zum Übertritt zum christlichen Glauben gezwungen worden waren, gestattete Rupert deren Rückkehr zum Judentum.